# Odznaka pamiątkowa „Orlęta”

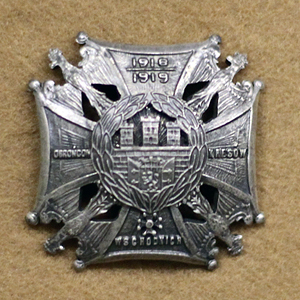
Odznaka pamiątkowa „Orlęta”

Odznaka pamiątkowa „Orlęta” – odznaka przyznawana w okresie II Rzeczypospolitej uczestnikom walk w obronie miasta Lwowa i Kresów Wschodnich podczas wojny polsko-ukraińskiej.

## Opis odznaki

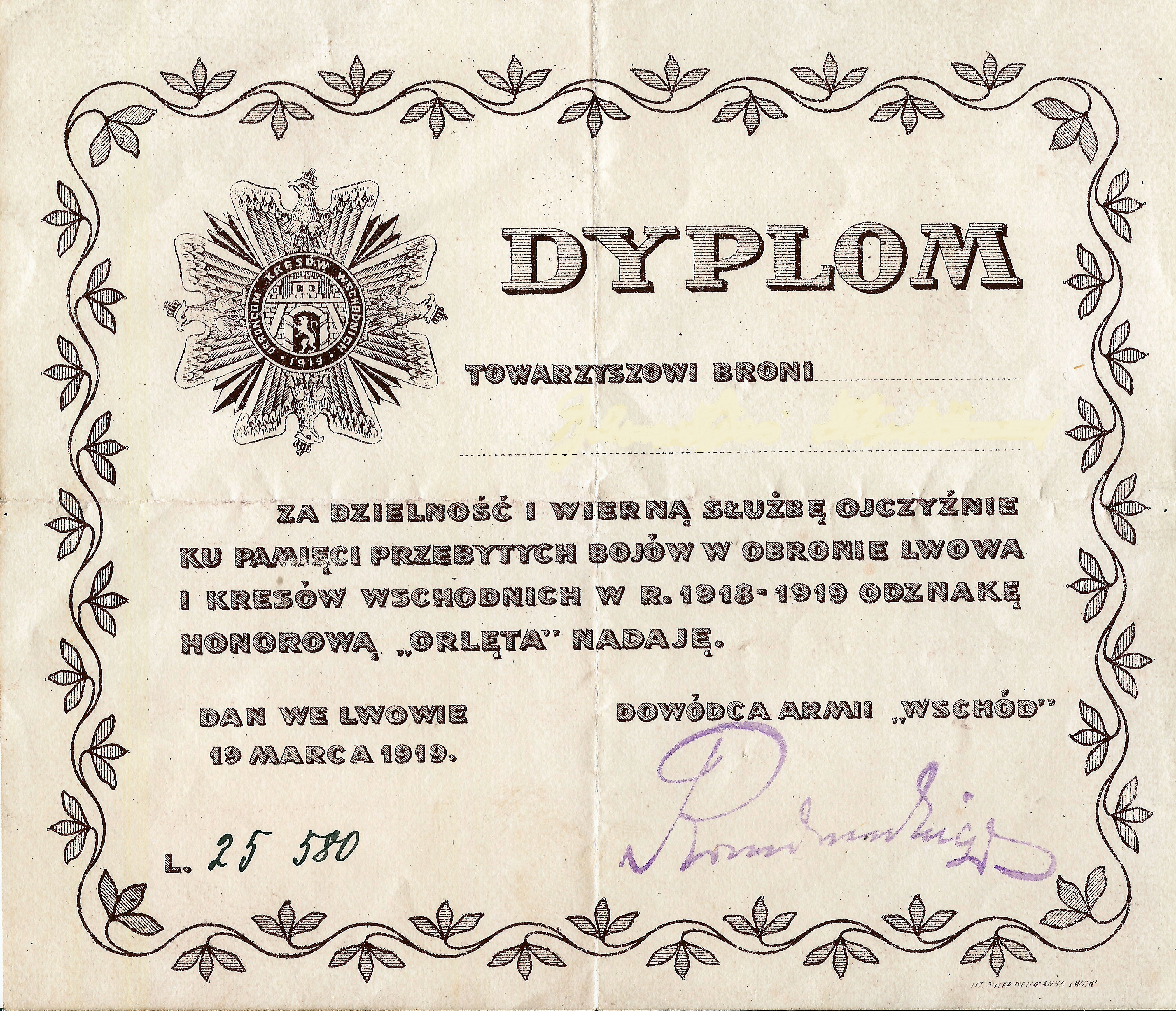
Wzór dyplomu nadania

Odznaka przedstawia cztery stylizowane sylwetki orląt, tworzących ramiona krzyża, pomiędzy nimi promienie, pośrodku odznaki, w okrągłym medalionie herb Lwowa, otoczony napisem „OBROŃCOM KRESÓW WSCHODNICH”.
Była tłoczona z blachy mosiężnej, srebrzonej i patynowanej. Odznaka ma formę lekko wypukłą. Jej średnica wynosi ok. 43,5 mm.
Każdy kto otrzymał odznakę otrzymywał również dyplom nadania.
Odznaczenie było przyznawane za walki w obronie Lwowa w okresie jego oblężenia (za okres późniejszy niż czas od 1 do 22 listopada 1918, za który był przyznawany Krzyż Obrony Lwowa) oraz za walki o Kresy Wschodnie i Ziemię czerwieńską. Odznakę ustanowił 18 marca 1919 dowódca Armii „Wschód”, gen. Tadeusz Rozwadowski, za czynną służbę wojskową w Galicji Wschodniej pełnioną za jego dowództwa po dzień 19 marca 1919. Generał nadawał odznakę osobiście wraz z podpisem na dyplomie. Odznaka została zatwierdzona w Dzienniku Rozkazów Ministerstwa Spraw Wojskowych nr 49 poz. 872 z 13 grudnia 1921. Po śmierci generała Rozwadowskiego (1928) nikt nie był uprawniony do jej przyznawania. Odznaka bardzo często była jedyną nagrodą na jaką mogły liczyć kobiety zaangażowane w obronie Lwowa na różnych polach niekoniecznie na linii frontu (m.in. sanitariuszki oraz wolontariuszki odpowiadające za zaprowiantowanie i zaopatrzenie).
Pierwszy wzór odznaki projektował T. Łuczyński a drugi Lesław Węgrzynowski. Wytwórcą odznaki był Władysław Buszek.
Zarząd Wojewódzki Federacji Polskich Obrońców Ojczyzny w uchwale z 21 marca 1936 powołał do życia komisję likwidacyjną odznaki pamiątkowej „Orlęta”.
W styczniu 1938 podjęła działalność ewidencja odznaki „Orląt” przy ul. Szopena 5 we Lwowie.